# Plesthenus sanghiensis
Plesthenus sanghiensis es una especie de coleóptero de la familia Passalidae.

## Distribución geográfica
Habita en la Isla Sangir (Indonesia).